# Планирование на предприятии
Планирование на предприятии (внутрифирменное планирование, внутризаводское планирование) — процесс прогнозирования, разработки и установления на предприятии системы количественных и качественных показателей его развития, определяющей темпы, пропорции, тенденции развития данного предприятия и содействует выбору наиболее благоприятных путей к достижению целей.

## Определение
Согласно БРЭ внутрифирменное планирование — это раздел экономической науки, исследующий проблемы эффективного использования ограниченных ресурсов.
В БСЭ внутризаводское планирование — это деятельность работников предприятия по установлению заданий цехам и производственным участкам и разработке мер, обеспечивающих их выполнение.

## Характеристики планирования
Планирование — является одной из ведущих функций управления и характеризуется следующими свойствами:
1. общее осмысление будущего;
2. прогнозирование условий среды;
3. оценка ресурсов предприятия;
4. прогнозирование развития ресурсов предприятия;
5. конкретная проверка альтернативных возможностей и действий, учитывающая ситуацию на рынке;
6. указание возможных действий для достижения целей предприятия;
7. непрерывная задача, охватывающая все функции предприятия.

Основные задачи на уровне предприятия:
1. Сосредоточение внимания на приоритетных направлениях.
2. Готовность к реакции на изменения во внешней среде.
3. Сведение к минимуму нерациональных действий при возникновении неожиданных ситуаций.
4. Обеспечение четкого взаимодействия между подразделением предприятия и исполнителями.

## Классификация
Планирование на предприятии можно классифицировать по нескольким критериям:
- по степени охвата (общее и частичное);
- по степени деятельности (стратегическое — поиск новых возможностей и продуктов, тактическое — предпосылки для известных возможностей и продуктов, оперативное — реализация данной возможности);
- по предмету (объекту) планирования (целевое, средств — потенциал, оборудование, материалы, финансы, информация, программное, действий);
- по сферам функционирования (производство, маркетинг, НИОКР, финансы);
- по охвату (глобальное, контурное, макровеличин, детальное);
- по срокам (долгосрочное планирование, среднесрочное планирование, краткосрочное планирование);
- жёсткое и гибкое планирование.
- по периоду времени[2][1]:

- долгосрочное планирование (перспективное планирование) — планирование от года на несколько лет (обычно на пять лет), одним из видов которого является бизнес-план;
- краткосрочное планирование (текущее планирование) — планирование до года, обычно с разбивкой по кварталам, помесячно, представляет собой бюджет предприятия;
- оперативное планирование — планирование до квартала, обычно с разбивкой помесячно, подекадно, по недельно, по дням, представляет собой оперативный финансовый план.

- по содержанию[2]:

- технико-экономическое планирование — планирование системы технико-экономических показателей (сумма прибыли, рентабельность производства, объём реализации продукции, номенклатура продукции, производительность труда, оборачиваемость оборотных средств, себестоимость продукции, качество продукции, фондоотдача и другие показатели);
- производственное планирование — планирование номенклатуры и объёма производства.